# Jérémy Doku
Jérémy Baffour Doku, född 27 maj 2002 i Borgerhout, Belgien, är en belgisk fotbollsspelare som spelar för Manchester City i Premier League och i det belgiska landslaget.
Doku har sina rötter i landet Ghana.

## Klubblagskarriär

### Manchester City
Den 24 augusti 2023 värvades Doku av Premier League-klubben Manchester City, där han skrev på ett femårskontrakt. Enligt flera källor ska övergångssumman som City betalade Rennes legat över 700 miljoner kronor.